# Jurgenne H. Primavera

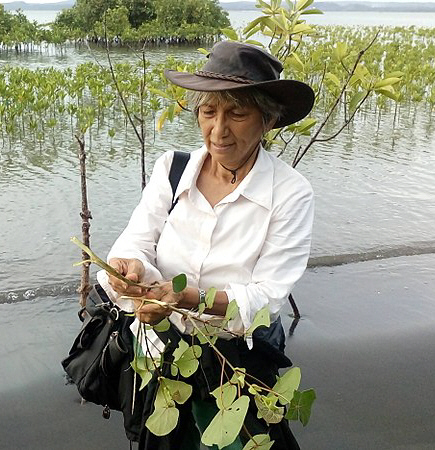
Jurgenne H. Primavera (2017)

Jurgenne Honculada-Primavera (geb. am 22. Februar 1947 auf Mindanao) ist eine philippinische Meeresbiologin.

## Herkunft und Ausbildung
Jurgenne und ihre Zwillingsschwester Georgette kamen 1947 auf Mindanao zur Welt.
Primavera absolvierte ein Bachelor-Studium in Zoologie an der Universität der Philippinen  im Stadtbezirk Diliman von Quezon City. Fast 10 Jahre lang unterrichtete sie Biologie und Zoologie an der Mindanao State University, bis die zunehmenden Unruhen sie nötigten, eine Forschungsstelle an der Aquakultur-Abteilung des Southeast Asian Fisheries Development Center, einer autonomen zwischenstaatlichen Organisation, im sichereren Visayas zu übernehmen.
Sie erwarb einen Magister-Abschluss in Zoologie an der Indiana University und promovierte in Meeresbiologie an der Universität der Philippinen.

## Forschungsarbeit und Engagement
Jurgenne Primavera veröffentlichte wegweisende Studien zu den Lebenszyklen der Tigergarnele in ihrem natürlichen philippinischen Umfeld. Ihre Forschungsergebnisse führten mit zu einer Revolution in der Aquakultur dieser Spezies. Sie engagiert sich heute stark für nachhaltige Zuchtformen, um die Mangroven-Wälder in der wichtigen Übergangszone zwischen Meer und Land zu schützen. Heute stammen mehr als ein Drittel der Fische und Shrimps aus Aquafarmen, während es Mitte der 1970er Jahre weniger als 10 % waren. Diese Wirtschaftsform trägt zur Ernährung von Millionen Menschen bei, führte aber zu einem Verlust von Mangrovenwäldern von 20 %, die eine wichtige Aufgabe als Brutplatz für Fische, als Reinigungssystem und als Barrikade gegen Taifune und Tsunamis bilden.
Sie unterstützt die UNESCO als Women Speaker on on UNESCO related Issues.

## Ehrungen
- 2007 Scientist Emerita of SEAFDEC/AQD upon retirement[6]
- 2008 Wahl unter die Heroes of the Environment durch das Time magazine[5]
- 2008 Nennung unter die 50 DOST Men and Women of Science[6]
- 2005 bis 2010 Stipendium der Pew Charitable Trusts für Meeresschutz[7]
- 2015 Aufnahme in die philippinische National Academy of Science and Technology (NAST)[8][9][10]
- Aufnahme in die Swedish Royal Academy on Agriculture and Forestry[6]
- Aufnahme in die Royal Belgian Academy for Overseas Sciences[6]
- Aufnahme bei Phi Kappa Phi[6]

## Veröffentlichungen
- Jurgenne H. Primavera, Florentino D. Apud: Manual of operations, sugpo pond culture. SEAFDEC Aquaculture Department, Iloilo, Philippines 1976, OCLC 4313647.
- J. H. Primavera, R. B. Sabada, M. J. H. L. Labata, J. P. Altamirano: Handbook of Mangroves in the Philippines, Panay. SEAFDEC Aquaculture Department, Iloilo, Philippines 2004, ISBN 971-8511-65-2 (nast.ph [PDF]).
- T. U. Bagarinao, Jurgenne H. Primavera: Code of practice for sustainable use of mangrove ecosystems for aquaculture in Southeast Asia. SEAFDEC Aquaculture Department, Iloilo, Philippines 2005, ISBN 971-8511-76-8.
- Jurgenne H. Primavera, Resurreccion B. Sabada: Beach forest species and mangrove associates in the Philippines. SEAFDEC Aquaculture Department, Iloilo, Philippines 2012, ISBN 978-971-99310-1-0.